# Phil Cornwell
Philip "Phil" Cornwell, född 5 oktober 1957 i Leigh-on-Sea i Essex, är en brittisk skådespelare och manusförfattare.

## Filmografi (i urval)
- 1986–1996 – Spitting Image (TV-serie)
- 1992–2012 – The Comic Strip (TV-serie)
- 1995 – Glam Metal Detectives (TV-serie) (även manus)
- 1997–2002 – I'm Alan Partridge (TV-serie)
- 1997–2004 – Stella Street (TV-serie) (även manus)
- 2004 – Churchill: The Hollywood Years (även manus)
- 2006 – Scoop
- 2010 – Flickorna i Dagenham
- 2014 – Morden i Midsomer (TV-serie)
- 2023 – Napoleon